# Hu Zao
Hu Zao (xinès simplificat: 胡慥; xinès tradicional: 胡慥; pinyin: Hú Zào) fou un pintor xinès que va viure sota la dinastia Qing. Conegut també com a Shigong, no es coneixen les dates del seu naixement ni de la seva mort. Hu va destacar com a pintor paisatgista, de figures humanes i crisantems. Va formar part del col·lectiu conegut amb el nom d'Els Vuit Mestres de Nanjing juntament amb Gong Xian, Fan Qi, Gao Cen, Zou Zhe, Wu Hong, Ye Xin, Hu i Xie Sun, tots els quals van viure a Jinling, actualment Nanjing.